# セルマ・バイラミ
セルマ・バイラミ（ボスニア語: Selma Bajrami）は、1980年7月4日生まれ、ユーゴスラビア社会主義連邦共和国、ボスニア・ヘルツェゴビナ社会主義共和国、トゥズラ（現ボスニア・ヘルツェゴヴィナ）出身で、民族的ボシュニャク人のポップ・フォーク歌手。
ヒット曲「Kakvo tijelo Selma ima（なんと素晴らしいセルマの体）」などで知られる。

## 来歴
父親のFadilはコソヴォ出身の民族的アルバニア人で、1965年からボスニア・ヘルツェゴヴィナに住んでいたという。一方、母親のEnesaはトゥズラ在住のボシュニャク人であった（Bairami姓はアルバニア系の姓である）。
最初のアルバム『Kad suza ne bude』はセルビアのベオグラードでミリッチ・ヴカシノシッチ（Milić Vukašinović）によって製作された。「Život liječi rane」や「Pijanica」などのヒット曲を含む2枚目のアルバム『Ljubav si ubio gade』はミチャ・ニコリッチ（Mića Nikolić）によって製作された。
2001年にリリースされた3枚目のアルバム『Revolucija』の後、一時セルマは音楽シーンから去るが、2003年には従来までと大きく毛色を変え、デヤン・アバディッチ（Dejan Abadić）をプロデューサに迎えた4枚目のアルバム『Žena sa Balkana』によってシーンに復帰した。このアルバムから生まれた多くのヒット曲 - 「Nano」、「Škorpija」、「Žena sirena」、「Bićeš moj」 - によってセルマの名は知名度を増し、「Žena sirena」という曲名はセルマ自身の新しいニックネームとなった。彼女自身、このニックネームをとても誇りに思っているという。
2005年にリリースされた通算5枚目のアルバム『Kakvo tijelo Selma ima』には製作陣にドラガン・ブラヨヴィッチ（Dragan Brajović Braja）、ドラギシャ・バシャ（Dragiša Baša）、ナニン（Nanin）らを迎え、また「Ljubavi jedina」はセルマ自身によって作詞されている。このアルバムは前作に引き続きデヤン・アバディッチの指揮のもと製作された2枚目のアルバムである。
2007年には、通算6枚目となるアルバム『Ostrvo tuge』をリリース。「Promijeni se」、「Lijepe žene」「Ostrvo tuge」などのヒット曲を生み出した。

## アルバム
- Kad suza ne bude
- Ljubav si ubio gade（1998年）
- Revolucija（2001年）
- Žena sa Balkana（2003年）
- Kakvo tijelo Selma ima（2005年）
- Ostrvo tuge（2007年）